# Ellen Hutter
Ellen Hutter es la protagonista principal de la película clásica de terror expresionista muda Nosferatu, eine Symphonie des Grauens (1922) y de su remake Nosferatu (2024).
Es la joven esposa del agente inmobiliario Thomas Hutter y el interés romántico del Conde Orlok.
El personaje se basó en Mina Harker de la novela de terror gótico Drácula (1897) del escritor Bram Stoker.
Es interpretada por la actriz Greta Schröder en Nosferatu, eine Symphonie des Grauens (1922) y por la actriz Lily-Rose Depp en Nosferatu (2024).

## Biografía
Ellen, reciente esposa del agente inmobiliario Thomas Hutter, vive con su marido en Wisborg. Cuando Thomas tiene que viajar a los Cárpatos para visitar al Conde Orlok y hablar sobre la compra de una casa, ella se despide de él. Sin embargo, resulta que Orlok es el vampiro Nosferatu e intenta drenar la sangre de Hutter. Debido a la conexión psíquica de Ellen con su marido, ella lo siente y camina sonámbula sobre la barandilla del balcón mientras distrae a Orlok, salvando a Thomas Hutter. Sin embargo, esto la hace sentir enferma y se desmaya.
Más tarde, Hutter escapa del castillo del Conde Orlok y regresa a casa. Ellen está encantada de verlo, mientras Orlok, que lleva su propio ataúd, camina por su nueva casa y los ve a través de la ventana. Orlok luego planea drenar la sangre de Ellen. Debido al viaje de Orlok junto a sus ratas, Wisborg se infecta con una plaga y numerosas personas mueren en el proceso, lo que lleva a las autoridades locales a declarar una cuarentena. Sabiendo que el vampiro es el responsable, Ellen lee el Libro del Vampiro que su marido trajo con él para encontrar una manera de derrotar a Orlok, y descubre que los Nosferatu pueden ser derrotados si una mujer de corazón puro lo distrae con su belleza.
Como resultado, Ellen voluntariamente deja que Orlok la hechice, provocando que se desmaye. Mientras Hutter va a ver al profesor Bulwer para pedirle que controle su salud, Orlok llega a la casa de Hutter y le drena la sangre, olvidándose del tiempo en el proceso. Cuando sale el sol, Orlok intenta escapar, pero es tocado por la luz del sol y se evapora en llamas. Luego, Ellen se despierta y llama a Hutter, y él llega justo a tiempo para que ella muera en sus brazos.

## Cine
Ellen Hutter ha sido interpretada por varias actrices en diferentes adaptaciones cinematográficas.
- Greta Schröder como Ellen Hutter en Nosferatu, eine Symphonie des Grauens (1922).
- Lily-Rose Depp como Ellen Hutter en Nosferatu (2023).[3]